# Kokoro (Roman)

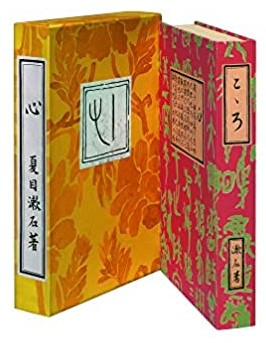
Umschlag der Erstausgabe 1914 (Buch und Schuber)

Kokoro (japanisch こゝろ, heutige Schreibweise こころ, auf dem Schuber zur Erstausgabe auch als 心, zu Deutsch etwa „Herz / Seele“) ist ein später Roman des japanischen Schriftstellers Natsume Sōseki (1867–1916). Er erschien zunächst im Sommer 1914 als Fortsetzungsgeschichte in der Zeitung Asahi Shimbun und dann im November als Buch bei Iwanami.

## Inhalt
Natsume Sōseki hat den Roman in drei Teile gegliedert:
- Kapitel 1, „Der Sensei und ich“:

Der Ich-Erzähler, ein junger Student, macht am Strand von Kamakura Bekanntschaft mit einem etwas älteren Herrn. Die Bekanntschaft wird in Tōkyō fortgesetzt, der junge Mann wird von dem Älteren, in Japan üblicherweise „Sensei“ genannt, nach Hause eingeladen, wo dieser zusammen mit seiner Frau alleine lebt, das Ehepaar ist kinderlos. Den Sensei bedrückt etwas, über das er nicht reden will. Er besucht gelegentlich ein Grab auf dem Friedhof Zōshigaya, will auch darüber nicht reden. „Liebe ist ein Verbrechen“, sagt er.
- Kapitel 2, „Meine Eltern und ich“:

Der junge Mann wird nach Hause gerufen, der Vater sei krank. Er fährt nach Hause, fährt in den Ort auf dem Lande, findet dort alles zurückgeblieben. Er ist dort, als Kaiser Meiji stirbt, und erfährt aus der Zeitung, dass General Nogi und seine Frau ihm nach altem, aber nicht mehr zeitgemäßem Brauch, in den Tod gefolgt sind. Der junge Mann bittet den Sensei um Hilfe bei der Arbeitssuche, erhält aber keine Antwort. Er beschließt, nach Tōkyō zurückzufahren, trotz des kranken Vaters. Da trifft kurz vor der Abreise ein dicker Brief vom Sensei ein.
- Kapitel 3, „Der Sensei und sein Vermächtnis“:

Zu Beginn des Kapitels, das etwa die Hälfte des Buches einnimmt, beschreibt der Sensei, wie er von seinem Onkel um sein Erbe betrogen wurde, immerhin doch so viel hat, um ein Haus bauen oder erwerben zu können. Da er mit der Suche nicht weiterkommt, zieht er schließlich bei einer Offizierswitwe ein und findet die Tochter ganz nett, „obwohl sie beim Blumenstecken und auch beim Spiel auf der Koto ungeschickt ist“. Als er merkt, dass sein schwermütiger Freund „K“ Hilfe braucht, arrangiert er mit der Dame des Hauses, dass auch dieser einziehen kann.
Es stellt sich heraus, dass K, der ein schwieriges Verhältnis zu den Adoptiveltern hat, schwer mit dem Leben zurechtkommt. Die beiden jungen Leute besuchen zwar dieselbe juristische Fakultät, haben aber verschiedene Studienpläne, sind so nicht immer gleichzeitig zu Hause. Als der junge Student merkt, dass sich zwischen seinem Freund und der Tochter etwas anbahnt, handelt er und bittet die Mutter um die Hand der Tochter, was diese auch billigt. Eines Morgens findet man K tot, er hatte Suizid begangen.
Der Sensei führt dann weiter aus, er habe die Tochter geheiratet, auch die Mutter zu sich genommen, in das Haus, in dem er jetzt lebe. Die Mutter sei inzwischen verstorben. Ihn bedrücke aber weiterhin sein Egoismus (Natsume verwendet das englische Wort). Er schließt den Brief mit der Bemerkung, er sei tot, wenn der junge Mann ihn lese, habe eine Bitte: er solle seiner Frau nichts vom Inhalt erzählen. Sie solle ihn so rein wie möglich in Erinnerung behalten.

## Würdigungen
Die Japanologin Hijiya-Kirschnereit schreibt nach Erscheinen der Neuausgabe in der FAZ vom 27. Oktober 2016, dass es im Roman um Fragen zu Vertrauen und Verrat, Freundschaft, Verantwortung und Schuld gehe. Wobei der Autor nicht urteile, sondern den Leser an den Erkundungen der beiden unterschiedlichen Generationen und Wertesystemen entstammenden Gesprächspartner teilhaben lässt. – Der Übersetzer der englischen Ausgabe, Edwin McClellan (1925–2009), stellt in seinem Vorwort fest, Natsume vermittle mit der Beschreibung des Todes des Kaisers Meiji, dass auch seine eigene Zeit damit zu Ende gehe. – Auch Etō Jun (1932–1999) schreibt im Nachwort zur japanischen Ausgabe, die im Bunshun Bunko erschienen ist, dass es bei Natsume wohl um den Abschied aus der glücklichen Meiji-Zeit geht.

## Benutzte Buchausgaben
- Kokoro. Übersetzt und mit einem Nachwort versehen von Oscar Benl. Manesse Bibliothek der Weltliteratur, 1976.
  - Kokoro. 1976 Übersetzt und mit einem Nachwort versehen von Oscar Benl. Kommentierte Neuausgabe der Manesse Bibliothek der Weltliteratur, 2016, ISBN 978-3-7175-2418-2.
- Kokoro. Englisch, übersetzt von Edwin McClellan. Tuttle, 1969. (33. Auflage. 1993, ISBN 4-8053-0161-9)
- Kokoro. Japanisch. In: Kokoro – Botchan. Bunshun Bunko, 1996. (20. Auflage. 2020, ISBN 978-4-16-715802-6)